# تصفيات كأس العالم 2002 – آسيا المرحلة الثانية
تألفت المرحلة الثانية من التصفيات الآسيوية المؤهلة إلى كأس العالم لكرة القدم 2002 من 10 فرق ممن تصدروا مجموعاتهم في المرحلة الأولى حيث جرى التنافس في مجموعتين من 5 فرق.
بعد الانتهاء من جميع مباريات المجموعة يتأهل المنتخب الذي احتل الصدارة إلى نهائيات كأس العالم، بينما يتجه الفريقين اللذان احتلا المركز الثاني للعب مباراة فاصلة. ويصعد الفائز بالمواجهة إلى مباراة فاصلة أخرى بين ممثلي قارتي آسيا وأوروبا.
| مفاتيح الألوان | مفاتيح الألوان                                      |
| -------------- | --------------------------------------------------- |
|                | يتأهل متصدر المجموعة إلى كأس العالم لكرة القدم 2002 |
|                | يصعد وصيف المجموعة إلى المباراة الفاصلة             |

## المجموعة أ
| فريق     | لعب | ف | ت | خ | له | عليه | ف.أ | نقاط |
| -------- | --- | - | - | - | -- | ---- | --- | ---- |
| السعودية | 8   | 5 | 2 | 1 | 17 | 8    | +9  | 17   |
| إيران    | 8   | 4 | 3 | 1 | 10 | 7    | +3  | 15   |
| البحرين  | 8   | 2 | 4 | 2 | 8  | 9    | −1  | 10   |
| العراق   | 8   | 2 | 1 | 5 | 9  | 10   | −1  | 7    |
| تايلاند  | 8   | 0 | 4 | 4 | 5  | 15   | −10 | 4    |

| العراق                                            | 4–0   | تايلاند |
| ------------------------------------------------- | ----- | ------- |
| هشام محمد 23'، 76' · عماد محمد 70' · ليث حسين 86' | تقرير |         |

| السعودية         | 1–1   | البحرين         |
| ---------------- | ----- | --------------- |
| عبيد الدوسري 84' | تقرير | محمد سالمين 18' |

| البحرين                          | 2–0   | العراق |
| -------------------------------- | ----- | ------ |
| طلال يوسف 58' · غازي الكواري 82' | تقرير |        |

| إيران                     | 2–0   | السعودية |
| ------------------------- | ----- | -------- |
| علي دائي 54' (ركلة.)، 64' | تقرير |          |

| السعودية         | 1–0   | العراق |
| ---------------- | ----- | ------ |
| عبيد الدوسري 45' | تقرير |        |

| تايلاند | 0–0   | إيران |
| ------- | ----- | ----- |
|         | تقرير |       |

| البحرين          | 1–1   | تايلاند             |
| ---------------- | ----- | ------------------- |
| خالد الدوسري 16' | تقرير | كياتي سيناموانغ 64' |

| العراق        | 1–2   | إيران                        |
| ------------- | ----- | ---------------------------- |
| عماد محمد 20' | تقرير | علي كريمي 30' · علي دائي 84' |

| إيران | 0–0   | البحرين |
| ----- | ----- | ------- |
|       | تقرير |         |

| تايلاند            | 1–3   | السعودية                                                  |
| ------------------ | ----- | --------------------------------------------------------- |
| سيكسان بيتورات 28' | تقرير | سامي الجابر 47' · عبد الله الشيحان 63' · عبيد الدوسري 70' |

| البحرين | 0–4   | السعودية                                                                        |
| ------- | ----- | ------------------------------------------------------------------------------- |
|         | تقرير | عبيد الدوسري 26' · عبد الله الشيحان 28' · عبد الله الواكد 41' · سامي الجابر 89' |

| تايلاند            | 1–1   | العراق        |
| ------------------ | ----- | ------------- |
| سوتي سوكسومكيت 38' | تقرير | عماد محمد 63' |

| العراق        | 1–0   | البحرين |
| ------------- | ----- | ------- |
| عماد محمد 10' | تقرير |         |

| السعودية                               | 2–2   | إيران                             |
| -------------------------------------- | ----- | --------------------------------- |
| عبد الله الواكد 20' · الحسن اليامي 59' | تقرير | علي دائي 42' · سيروس دينمحمدي 84' |

| إيران                    | 1–0   | تايلاند |
| ------------------------ | ----- | ------- |
| علي رضا واحدي نيكبخت 32' | تقرير |         |

| العراق                   | 1–2   | السعودية                 |
| ------------------------ | ----- | ------------------------ |
| عبد الوهاب أبو الهيل 31' | تقرير | عبد الله الشيحان 1'، 77' |

| إيران                             | 2–1   | العراق         |
| --------------------------------- | ----- | -------------- |
| مهدي مهدفيكيا 27' · علي كريمي 71' | تقرير | قحطان جثير 52' |

| تايلاند             | 1–1   | البحرين        |
| ------------------- | ----- | -------------- |
| ووراووت سريماكا 21' | تقرير | حسين علي 90+3' |

| السعودية                                                                                 | 4–1   | تايلاند            |
| ---------------------------------------------------------------------------------------- | ----- | ------------------ |
| عبد الله الشيحان 40' · عبد الله الجمعان 50' · سامي الجابر 66' (ركلة.) · إبراهيم ماطر 73' | تقرير | سيكسان بيتورات 58' |

| البحرين                                             | 3–1   | إيران        |
| --------------------------------------------------- | ----- | ------------ |
| عبد الله المرزوقي 8' · حسين علي 45' · محمد حسين 90' | تقرير | علي دائي 82' |

## المجموعة ب
| فريق                     | لعب | ف | ت | خ | له | عليه | ف.أ | نقاط |
| ------------------------ | --- | - | - | - | -- | ---- | --- | ---- |
| الصين                    | 8   | 6 | 1 | 1 | 13 | 2    | +11 | 19   |
| الإمارات العربية المتحدة | 8   | 3 | 2 | 3 | 10 | 11   | −1  | 11   |
| أوزبكستان                | 8   | 3 | 1 | 4 | 13 | 14   | −1  | 10   |
| قطر                      | 8   | 2 | 3 | 3 | 10 | 10   | 0   | 9    |
| عمان                     | 8   | 1 | 3 | 4 | 7  | 16   | −9  | 6    |

| قطر | 0–0   | عمان |
| --- | ----- | ---- |
|     | تقرير |      |

| الإمارات العربية المتحدة                                                | 4–1   | أوزبكستان          |
| ----------------------------------------------------------------------- | ----- | ------------------ |
| ياسر سالم علي 21' · غريب حارب 33' (ركلة.) · فهد علي 45' · زهير بخيت 85' | تقرير | نيكولاي شيرشوف 37' |

| الصين                                           | 3–0   | الإمارات العربية المتحدة |
| ----------------------------------------------- | ----- | ------------------------ |
| لي شياوبينغ 2' · تشي هونغ 19' · هاو هايدونغ 33' | تقرير |                          |

| أوزبكستان                                | 2–1   | قطر                   |
| ---------------------------------------- | ----- | --------------------- |
| جعفر إيريسميتوف 36' · ميرجلال قاسموف 52' | تقرير | عبد العزيز بوجلوف 88' |

| عمان | 0–2   | الصين                              |
| ---- | ----- | ---------------------------------- |
|      | تقرير | تشي هونغ 70' · فان جيي 84' (ركلة.) |

| الإمارات العربية المتحدة | 0–2   | قطر                                           |
| ------------------------ | ----- | --------------------------------------------- |
|                          | تقرير | أحمد خليفة هاشم 65' · عبد الناصر العبيدلي 71' |

| قطر             | 1–1   | الصين         |
| --------------- | ----- | ------------- |
| ضاحي النوبي 31' | تقرير | لي ويفينغ 90' |

| أوزبكستان                                                                       | 5–0   | عمان |
| ------------------------------------------------------------------------------- | ----- | ---- |
| جعفر إيريسميتوف 17'، 73' · ماكسيم شاتسكيخ 38' (ركلة.) · ميرجلال قاسموف 50'، 67' | تقرير |      |

| عمان            | 1–1   | الإمارات العربية المتحدة |
| --------------- | ----- | ------------------------ |
| رضوان نيروز 52' | تقرير | محمد عبد العزيز 13'      |

| الصين                       | 2–0   | أوزبكستان |
| --------------------------- | ----- | --------- |
| لي ويفينغ 63' · فان جيي 76' | تقرير |           |

| عمان | 0–3   | قطر                                                    |
| ---- | ----- | ------------------------------------------------------ |
|      | تقرير | وليد حمزة 26' · مبارك مصطفى 33' · محمد سالم العنزي 74' |

| أوزبكستان | 0–1   | الإمارات العربية المتحدة |
| --------- | ----- | ------------------------ |
|           | تقرير | محمد عمر 5'              |

| الإمارات العربية المتحدة | 0–1   | الصين        |
| ------------------------ | ----- | ------------ |
|                          | تقرير | تشي هونغ 43' |

| قطر                                       | 2–2   | أوزبكستان                               |
| ----------------------------------------- | ----- | --------------------------------------- |
| محمد سالم العنزي 9' · أحمد خليفة هاشم 89' | تقرير | ميرجلال قاسموف 45' · نيكولاي شيرشوف 47' |

| قطر           | 1–2   | الإمارات العربية المتحدة          |
| ------------- | ----- | --------------------------------- |
| وليد حمزة 47' | تقرير | فيصل خليل 43' · ياسر سالم علي 84' |

| الصين        | 1–0   | عمان |
| ------------ | ----- | ---- |
| يو غينوي 36' | تقرير |      |

| عمان                                                           | 4–2   | أوزبكستان                              |
| -------------------------------------------------------------- | ----- | -------------------------------------- |
| يعقوب جمعة المخيني 50'، 83' · فوزي بشير 52' · بدر المحروقي 89' | تقرير | فوزي دولتوف 5' · نبيل عاشور 27' (ه.ذ.) |

| الصين                                        | 3–0   | قطر |
| -------------------------------------------- | ----- | --- |
| سو ماوجين 11' · تشو بو 29' · هاو هايدونغ 57' | تقرير |     |

| الإمارات العربية المتحدة              | 2–2   | عمان                                    |
| ------------------------------------- | ----- | --------------------------------------- |
| عبد الرحمن إبراهيم 45' · محمد عمر 60' | تقرير | تقي مبارك السيابي 22' · هاني الضابط 41' |

| أوزبكستان          | 1–0   | الصين |
| ------------------ | ----- | ----- |
| نيكولاي شيرشوف 90' | تقرير |       |

## روابط خارجية
- FIFA.com[وصلة مكسورة]
- صفحة RSSSF